# Villapetto
Villapetto (ou Villa Petto) est une frazione de la commune italienne de Colledara, dans la province de Teramo, région des Abruzzes.

## Situation
Le village compte 261 habitants et se trouve à 5,33 kilomètres de la ville de Colledara,.

## Art et culture
- Églises de  San Salvatore (XIVe siècle) et Santa Lucia (XVIe siècle).